# گلستان، پنجاب
گلستان (به انگلیسی: Gulistan) یک منطقهٔ مسکونی در پاکستان است که در پنجاب واقع شده‌است. گلستان ۱۵۹ متر بالاتر از سطح دریا واقع شده‌است.